# Зет і два нулі
«Зет и два нулі» («Зоопарк», англ. A Zed & Two Noughts, Z00) — драма Пітера Грінуея.

## Сюжет
Дія відбувається у Великій Британії. «Каділак» з водієм і двома пасажирами потрапляють в автокатастрофу через зіткнення з птахом. В результаті помирають обоє пасажирів (сестри), водій залишається живою (їх мати), але їй ампутують ногу. Абсурдність аварії служить сюжетною канвою всієї картини.
Подальший розвиток сюжету побудовано на демонстрації внутрішніх переживань подружжя загиблих (братів). Працюючи біологами в зоопарку вони починають досліджувати процес смерті. Паралельно зі смертю біологічною братів цікавить і смерть духовна; любовний трикутник кінокартини включив в себе братів і мати їх покійних коханих.
До кінця фільму це дослідження перетікає в фантасмагорію і більше скидається на художню інсталяцію. У останніх кадрах фільму знято двох братів, які лежать на спинах, покриті виноградними равликами. Вони лежать в оточенні працюючих кіно-апаратів і освітлювального обладнання, під навісом з розірваного вітром целофану. Статичний кадр, потім коротке замикання електропроводки і полум'я обладнання, що загорілося заповнює мізансцену.

## Цікаві факти
- На початку фільму до уваги глядачів представляється титульний газетний лист, що містить замітку про смерть дружин братів Дьюс. Крім цього, на тій же сторінці присутні два повідомлення, що пояснюють сюжетні елементи з двох наступних фільмів Пітера Грінуея: «Живіт архітектора» (1987) - замітка «Architect Dies» («Архітектор вмирає»), і «Відлік потопельників» (1988) - замітка «A Hot Bath Heart Attack» («Серцевий напад в гарячій ванні»).[1]